# Dubrynytschi
Dubrynytschi (ukrainisch Дубриничі; russisch Дубриничи/Dubrinitschi, slowakisch Dubriniče oder Dubrinič, ungarisch Bercsényifalva oder älter Dubrinics) ist ein Ort in der Oblast Transkarpatien in der westlichen Ukraine.

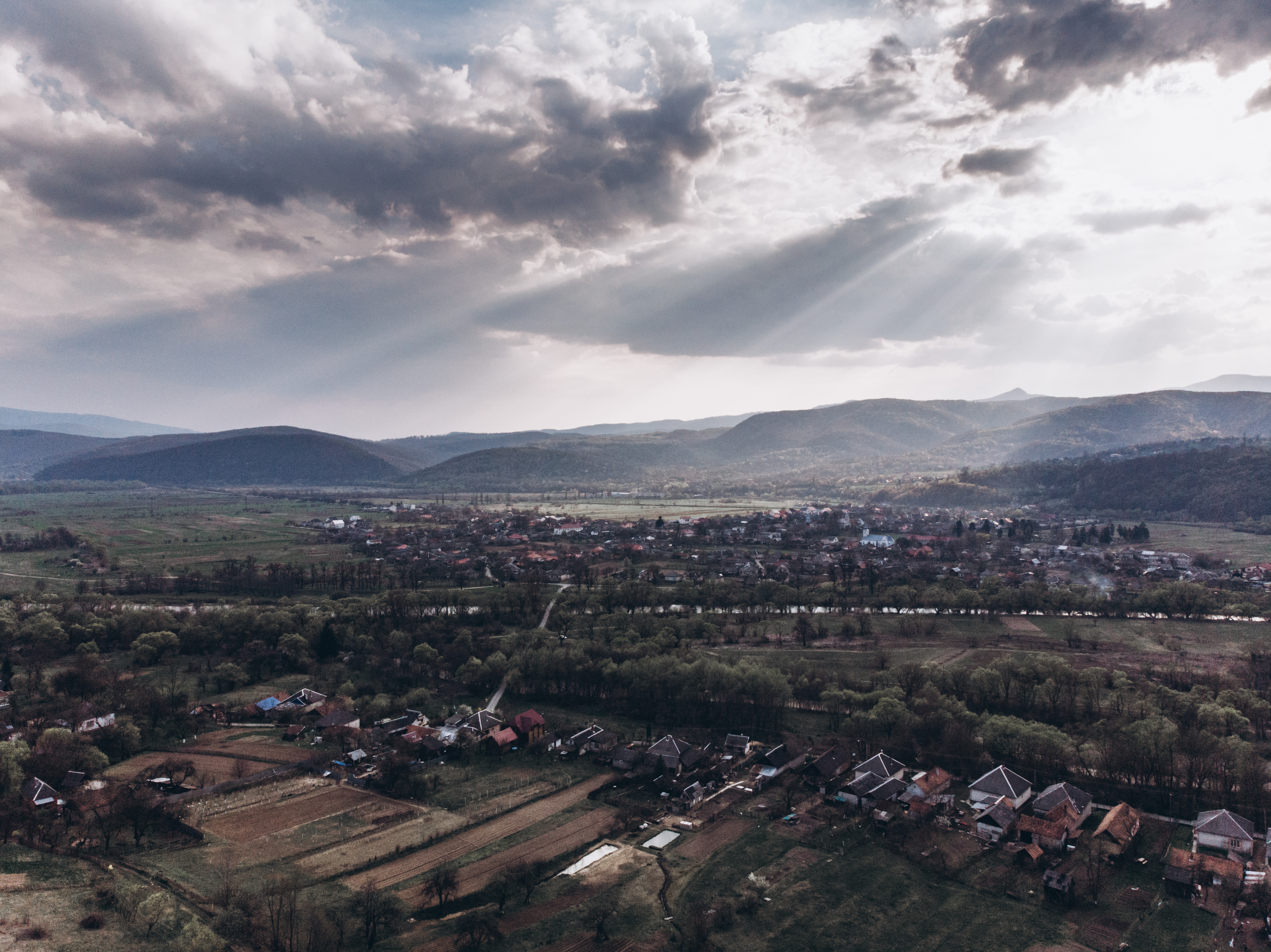
Luftaufnahme des Ortes

Der Ort wurde 1427 zum ersten Mal schriftlich erwähnt und liegt im Tal der Usch inmitten der Karpaten.
Bis 1919 gehörte der Ort zum Kaiserreich Österreich-Ungarn beziehungsweise Ungarn, danach als Teil der Karpato-Ukraine zur Tschechoslowakei. Mit der Annektierung kam er 1939–1945 wieder zu Ungarn, ab 1945 ist der Ort ein Teil der Ukrainischen Sozialistische Sowjetrepublik beziehungsweise seit 1991 Teil der Ukraine.
1945/46 bekam der Ort den ukrainischen Namen Dubrynytsch (Дубринич), am 6. April 1995 wurde er auf den heutigen Namen umbenannt.
Am 12. Juni 2020 wurde das Dorf zusammen mit 8 umliegenden Dörfern zum Zentrum der neu gegründeten Landgemeinde Dubrynytschi-Malyj Beresnyj (Дубриницько-Малоберезнянська сільська громада/Dubrynyzko-Maloberesnjanska silska hromada) im Rajon Uschhorod. Bis dahin bildete es zusammen mit dem Dorf Pastilky die Landratsgemeinde Dubrynytschi (Дубриницька сільська рада/Dubrynyzka silska rada) im Rajon Peretschyn.
Folgende Orte sind neben dem Hauptort Dubrynytschi Teil der Gemeinde:
| Name                     | Name           | Name                          | Name                       | Name                  | Name    |
| ukrainisch transkribiert | ukrainisch     | russisch                      | slowakisch                 | ungarisch             | deutsch |
| ------------------------ | -------------- | ----------------------------- | -------------------------- | --------------------- | ------- |
| Bukiwzjowo               | Буківцьово     | Буковцево (Bukowzewo)         | Bukovcová, Bukovec         | Ungbükkös, Ungbukóc   | -       |
| Malyj Beresnyj           | Малий Березний | Малый Березный (Maly Beresny) | Malý Berezný, Malé Berezné | Kisberezna            | -       |
| Myrtscha                 | Мирча          | Мирча (Mirtscha)              | Mirča                      | Mércse, Mircse        | -       |
| Nowoselyzja              | Новоселиця     | Новоселица (Nowoseliza)       | Novoselica                 | Újkemence             | -       |
| Pastilky                 | Пастілки       | Пастилки (Pastilki)           | Pastilky, Pastilka         | Kispásztély           | -       |
| Sawossyna                | Завосина       | Завосина (Sawossina)          | Zavosina, Zausina          | Szénástelek, Zauszina | -       |
| Smerekowo                | Смереково      | Смерекова (Smerekowa)         | Smrková, Smerekova         | Szemerekő, Szmerekova | -       |
| Tschornoholowa           | Чорноголова    | Черноголова (Tschernogolowa)  | Černohlavá, Černoholovo    | Sóhát, Csernoholova   | -       |